# 2022-es rakétabecsapódás Lengyelországban
2022. november 15-én két SZ–300 típusú irányított rakéta csapódott be Lengyelország területén, az ukrán határ közelében fekvő Przewodów település szomszédságában. Az incidens az orosz–ukrán háború aznapi, orosz rakétacsapás-sorozata közben történt, mely során az orosz hadsereg ukrán nagyvárosokat és fontos energetikai létesítményeket célzott. A 2022-es ukrajnai orosz invázió során ez volt az első alkalom, hogy egy NATO-tagállamot ért támadás. Az első sajtóhírek szerint orosz rakéták csapódtak Lengyelország területére.
Másnap reggel az AP hírügynökség információi és Joe Biden amerikai elnök szerint is valószínűbbnek tűnik, hogy eltévedt ukrán légelhárító rakéta csapódott be, mint hogy orosz támadás történt, de bizonyosat nem lehet tudni. Mindez nem mond ellent annak, hogy a rakéta orosz gyártmányú volt, mert ilyeneket mindkét fél használ.
A lengyel média jelentése szerint a rakétacsapásnak két (Bogusław Wos és Bogdan Ciupek) áldozata van, akik egy gabonatárolóban bekövetkezett robbanásban vesztették életüket. Az orosz védelmi minisztérium tagadta, hogy orosz rakéták csapódtak volna Lengyelország területére.

## Reakciók
A támadás után Mateusz Morawiecki lengyel miniszterelnök összehívta a nemzetbiztonsági és védelmi ügyekkel foglalkozó bizottságot. Az incidens és a Barátság kőolajvezeték lezárása miatt az Orbán Viktor vezette magyar kormány ugyanarra az estére szintén rendkívüli ülést hívott össze, Szalay-Bobrovniczky Kristóf honvédelmi miniszter pedig telefonbeszélgetést folytatott Jens Stoltenberg NATO-főtitkárral.
Röviddel a rakétacsapás után az amerikai védelmi minisztérium, a Pentagon elismerte azokat a jelentéseket, amelyek szerint két orosz rakéta csapódott be egy Lengyelországon belüli, az ukrán határhoz közeli helyszínre, bár megerősíteni nem tudta az információt.
Urmas Reinsalu észt külügyminiszter a jelentésekre reagálva azt közölte a Twitteren, hogy Észtország kész megvédeni a NATO területének "minden centiméterét".
Alexander De Croo belga miniszterelnök a támadás után közölte, hogy Belgium kiáll Lengyelország mellett, és hogy a NATO erősebb, mint valaha.